# パイノパイノパイ
「パイノパイノパイ」は、演歌師の添田知道（添田さつき）によって作詞され大正時代に流行した俗謡である。東京節（とうきょうぶし）ともいう。

## 概要
1918年発表。元々のメロディーは、ヘンリー・クレイ・ワーク作曲の「ジョージア行進曲」（Marching Through Georgia）である。同曲は添田によって作詞される以前から、1892年に「ますらたけを」の題で国文学者・東宮鉄真呂の作詞による軍歌が販売されたり、救世軍が街宣活動で演奏するなど広く親しまれていた。これに添田が改めて歌詞をつけたものが「パイノパイノパイ」である。資料によっては作曲者も添田知道（添田さつき）や神長瞭月とされていることがあるが正確ではない。日本では原曲よりも「パイノパイノパイ」での知名度が高いため、ブラスバンドがジョージア行進曲を演奏したところ、卑俗な歌を演奏するとはいかがなものかと苦情が来たというエピソードもある。
売文社に勤めていた添田がある日「のんき節」の掲載許可を貰いに父・添田唖蝉坊の元を訪ねると気まぐれに、演歌を一つ作ってみないかと言われた。当時流行りつつあった洋食屋のメニューを羅列したような仮歌であったが、唖蝉坊がメロディーを口ずさむと、幼少期に神奈川県大磯の実家に預けられていた時に遊び仲間から「ますらたけを」のメロディーで囃し立てられた記憶が急に蘇り、小説家志望で歌は嫌いでなかったこともあり、作詞経験はないがつい釣り込まれてしまった。その席上、唖蝉坊にはどうせ浮世は出鱈目だという人生感があり、口癖になっていてその場でも出た。そうして「デタラメ」が「ラメ」となり「ラメチャン」となって囃子言葉はスラスラと決まり、全体は宿直の一晩で書き上げた。このとき添田知道はわずか19歳だった。
「パイノパイノパイ」の大流行につれて新たな歌詞が求められ、京阪神・中京・吉原の風俗、更に第一次世界大戦の戦後処理のためパリ講和会議に全権として参加した元老・西園寺公望が愛妾や料亭・灘萬の店主を伴ったことが大新聞に取り上げられたこと、会議の結果としてドイツが所有していた山東省の権益や南洋諸島の委任統治権を得た戦勝気分を背景として添田が改詩したものが「平和節」の名で1919年に発表された。
後の時代にもなぎら健壱やザ・ドリフターズ、ソウル・フラワー・モノノケ・サミットによってもリメイクされ世相や政治を風刺する際に替え歌が歌われたりなど、今でも健在である。
なお、3番に出てくる「市長のいうことよくきいて豆粕食うこと痩せること」とは、当時米価が高騰し米を買えなくなっていた市民に対し、東京市長田尻稲次郎は相場師を取り締まるどころか代用食をあてがうことを暗愚だとする政治批判である。後に「自宅の階段を二段踏み外しただけのことで亡くなり、豆粕で栄養不良だったんだろうなどと豆粕を食わされた市民から言われたのも、気のどくながら詮方なかった」と添田に評されている。また、4番に出てくる「ボロ電車」とは当時唯一の交通機関であった東京市電を冷やかしたものである。
時節が第一次世界大戦後のインフレ期にあり、「平和節」にあるように物価が猛烈に高騰したことから「倍の倍の倍」というもじりもあった。

## 東京節に出てくるモノ

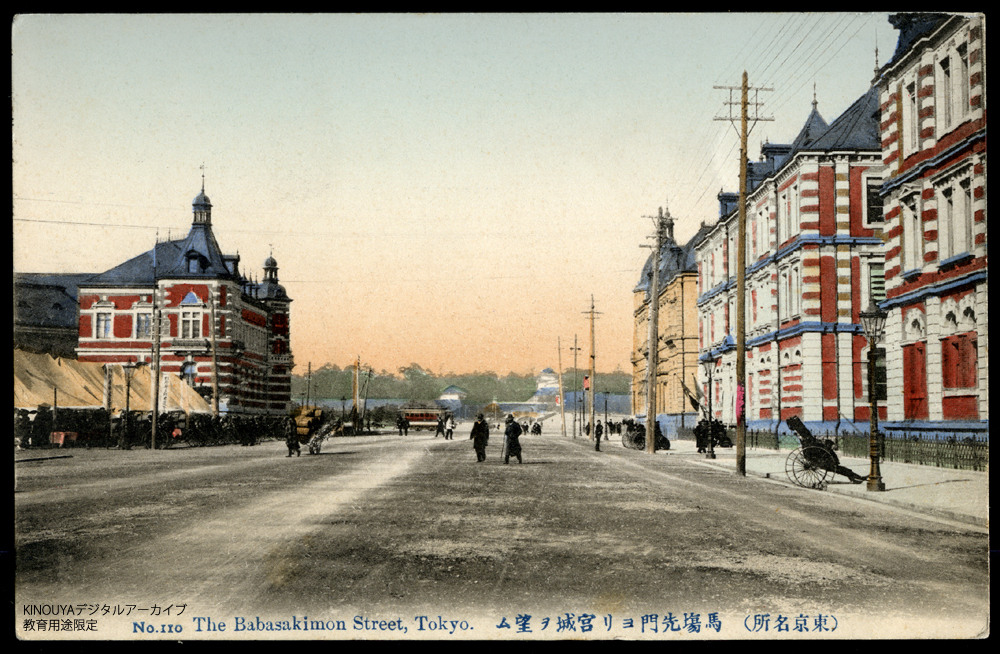
丸の内（馬場先門から皇居を望む。右は三菱一号館。）

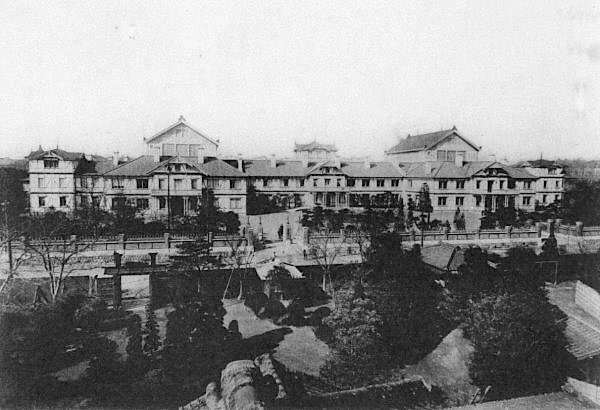
両議院（第二回仮議事堂）

- 丸の内
- 日比谷公園
- 両議院（第二回仮議事堂[6]）
- 帝劇（帝国劇場）
- 警視庁
- 馬場先門
- 海上ビルヂング[7]
- 東京駅
- 浅草
- 浅草寺
- 雷門
- 仲見世通り
- 花屋敷
- 十二階（凌雲閣）
- 活動（映画）
- すし
- おこし
- 牛（牛鍋）
- 天ぷら
- 満員電車

## 作品への起用
主にサビの部分の替え歌が、CMソングや映画主題歌として使用されている。
- 1971年に東宝映画の『日本一のショック男』の主題歌として使用（歌唱は植木等。タイトルは「パイノパイノ日本」）。
- 1974年に松竹映画の『ザ・ドリフターズの極楽はどこだ!!』の主題歌として使用（歌唱はザ・ドリフターズ。タイトルは「ドリフの極楽はどこだ」）。
- 1970年代にミツカン「味ぽん」のCMソングとして使用（歌唱はなべおさみ）。
- 1980年代にロッテ「パイの実」のCMソングとして使用（歌唱は郷ひろみ）。
- 2009年放送のテレビアニメ『大正野球娘。』第1話では、主人公の小梅（声：伊藤かな恵）が劇中歌として歌った（詳細は後述）。
- 2011年秋冬期にロッテ「パイの実」のCMソングとして使用（歌唱は桜庭ななみ）。
- 2019年に東映映画『カツベン!』の主題歌として替え歌『カツベン節』使用（作詞:片島章三　歌唱:奥田民生　編曲:周防義和）[8]
- 2020年7月17日放送開始のフジパン「スナックサンド」のCM「スナックサンドのうた♪」篇のCMソングとして使用（歌唱は森七菜。タイトルは「スナックサンドのうた♪（2020）」）[9]。

## カヴァーした主な人物
- 榎本健一（CDではアルバム『エノケン芸道一代〜』収録）
- 金子潔（CDではオムニバスアルバム『明治・大正・昭和 はやり唄全集』『懐かしのはやり唄集 新版』収録）
- 都家かつ江（CDではオムニバスアルバム『名曲全集〜明治・大正の唄〜』収録）
- 森山加代子（1961年発売。シングル「パイのパイのパイ」。同年公開の映画『アワモリ君売出す』劇中歌）
- 植木等（1971年公開の映画『日本一のショック男』挿入歌でタイトルは「パイノパイノ日本」。歌詞は田波靖男によるオリジナル。）
- なぎらけんいち（現・健壱）（オリジナルに補作詞。1972年発売のアルバム『万年床』収録）
- ザ・ドリフターズ（1976年発売。シングル。タイトルは「ドリフのバイのバイのバイ」。歌詞は森雪之丞によるオリジナル。合いの手にはジェームス・ブラウンの「セックス・マシーン」や、ヴァン・マッコイの「ハッスル」のフレーズが取り入れられている[10]）
- 津田耕次（1979年発売。シングル「のんき節」のB面曲）
- 猛毒（1992年発売のアルバム『これで終わりだと思ったら大間違いだ!!』収録。タイトルは「猛毒のバイのバイのバイ」）
- 桜井敏雄+なぎら健壱（1992年発売のアルバム『ザ・ヴァイオリン演歌』収録）
- 大工哲弘（1994年発売のアルバム『ウチナージンタ』収録）
- ソウル・フラワー・モノノケ・サミット（1995年発売のアルバム『アジール・チンドン』収録）
- 塩田美奈子（2000年発売のアルバム『恋のアラフェンス/塩田美奈子ベスト・セレクション』収録）
- Umekichi（2004年発売のアルバム『蔵出し名曲集〜リローデッド〜』収録）
- あがた森魚（2007年発売のアルバム『Taruphology』収録）
- 岡大介／小林寛明（2008年発売のアルバム『かんからそんぐ 添田唖然坊・知道をうたう』収録）
- 伊藤かな恵（2009年7月放送のアニメ『大正野球娘。』の第1話の冒頭で挿入歌として使用された。アルバム『大正野球娘。 音楽集』に収録されている。原曲の「スリに乞食にかっぱらい」という部分が「スリに喧嘩にかっぱらい」と改められている）
- 永倉仁八（2009年発売のアダルトゲーム『恋文ロマンチカ』の同梱特典CDに収録。作中ではないものの、この歌がアダルトゲーム関連で使用された稀有な例。ただし、タイトル・歌詞の「東京」はゲーム設定の都合上「東都」とされている）
- ZAZEN BOYS（2011年、東日本大震災復興支援のための募金サイト「DIY HEARTS」で動画として配信された。また、七尾旅人、近藤等則、坂田明とライブでセッションした）
- 堀口茉純（2017年、『江戸⇔東京節』のタイトルでカバー。シングル「江戸⇔東京節／大江戸〓痛快伝」に収録[11][12]）

## その他
- 立川吉笑・春風亭昇也 - 落語家。本曲を出囃子として使用している。
- 志村けんのだいじょうぶだぁ - フジテレビ系列で放送されていたバラエティ番組。本曲のタイトルから着想を得た「パイのパイのパイ体操」というコントコーナーが存在する。